# Близанци (астролошки знак)
Близанци (♊; лат. Gemini) су 3. по реду астролошки знак који је омеђен датумима (отприлике, не можемо бити прецизни) од 21. маја до 21. јуна, тј. временским интервалом који се догађа једном годишње за време преласка Сунца преко тропског (не сидералног, звезданог) сазвежђа Близанаца, посматрано са Земље. Спада у знакове позитивног поларитета, променљив и ваздушан.
Познате личности рођене у знаку Близанаца: Мића Орловић, Бата Живојиновић, Беким Фехмиу, Здравко Чолић, Анџелина Жоли, Владо Георгиев, Новак Ђоковић, Цеца...